# The Arrival – Die Ankunft
The Arrival – Die Ankunft (Originaltitel The Arrival) ist ein Science-Fiction-Film des Regisseurs David Twohy aus dem Jahr 1996 mit Charlie Sheen in der Hauptrolle. Der Film startete am 1. Mai 1997 in den deutschen Kinos.

## Handlung
Der für das SETI-Institut arbeitende Astronom Zane Zaminski und sein Kollege Calvin empfangen ein Signal aus dem Weltraum, das sie als nicht natürlichen Ursprungs identifizieren. Als Zaminski seinem Vorgesetzten Phil Gordian von ihrer Entdeckung berichtet, würgt dieser ihn ab und feuert ihn. Anschließend zerstört er das Band mit der Aufzeichnung des Signals. Offiziell heißt es, Zane habe das Signal gefälscht. 
Zane richtet sich in seinem Zuhause eine eigene Station ein, indem er die Satellitenschüsseln der Nachbarhäuser manipuliert und zusammenschaltet. So gelingt es ihm, das damals mit Calvin empfangene Signal wiederzuentdecken. Hierbei trifft er auf den Nachbarsjungen Kiki, der sich sehr interessiert an Zanes Arbeit zeigt. Als das empfangene Signal von einer mexikanischen Radiostation überlagert wird, vermutet Zane einen Zusammenhang. Er möchte Calvin um Hilfe bitten, muss aber erfahren, dass dieser ermordet worden ist. So bricht er alleine nach Mexiko auf und begibt sich zu der Radiostation, die aber am Abend zuvor abgebrannt ist. Die große Satellitenschüssel, die es in der Gegend geben müsste, kann er jedoch nicht finden.
Er lernt die Klimaforscherin Ilana Green kennen, die in der Nähe eines Kraftwerks forscht und mit ihm zusammen vom Sicherheitspersonal festgenommen wird. Zane erfährt von ihr, dass die Erdatmosphäre durch ein unerklärliches Phänomen immer stärker aufgeheizt wird und es in den nächsten zehn Jahren zu einer Erderwärmung von 12 Grad kommen wird. Ilana hat herausgefunden, dass eines der Zentren, von denen die Erwärmung ausgeht, sich in dieser Region befindet. Zane erinnert sich an einen Vortrag bei SETI über theoretisches Terraforming des Mars, das ebenfalls mit einem starken Temperaturanstieg einher geht.
Zane dringt nachts in das Kraftwerksgelände ein und entdeckt dort die gesuchte Satellitenschüssel. Innerhalb des Kraftwerks stößt er auf große unterirdische Anlagen, die zur Veränderung der Erdatmosphäre verwendet und von Außerirdischen bedient werden. Ebenso entdeckt er eine Apparatur, mit der die Außerirdischen sich eine Art menschliche Haut überziehen. Zur selben Zeit wird Ilana in ihrem Hotelzimmer von Skorpionen ermordet, die ein Unbekannter dort platziert hat.
Zane erkennt nun, dass die Außerirdischen sich in Menschengestalt weltweit Zugang zu wichtigen Ämtern verschafft haben, um den Globus mithilfe des Treibhauseffekts in eine subtropische Heimat für ihre Spezies zu verwandeln. Dafür kaufen sie alte Kraftwerke in Ländern der Dritten Welt auf, wo es weniger strikte Umweltbestimmungen gibt.
Als Tatverdächtiger wegen des Mordes an Ilana gejagt, flieht Zane aus Mexiko und kehrt zurück in die USA. Gerade als er seine Erkenntnisse seiner Exfreundin Char und dem Nachbarsjungen Kiki erzählt, tauchen Außerirdische in Menschengestalt auf, um sie zu fangen. Sie fliehen und suchen Gordian auf, dem Zane sich offenbart, woraufhin dieser zugibt, dass Zane Recht habe und dass er mit diesem Wissen nun seinen Tod besiegelt habe. Zane konnte das Gespräch auf Video aufnehmen und will den Mitschnitt veröffentlichen, um die Menschheit vor der Gefahr zu warnen.
Dafür will er das Owens Valley Radio Observatory nutzen, wo es zum entscheidenden Kampf zwischen Zane und Gordian kommt, der mit einer Gruppe weiterer Außerirdischer dort auftaucht. Dabei stellt sich heraus, dass auch Kiki ein Außerirdischer ist. Mit Flüssigstickstoff können Char und Zane die Angreifer unschädlich machen und schicken Kiki mit der Botschaft zu seinen Leuten zurück, dass sie nun von ihnen wissen und mehr Leute davon erfahren werden. Diese Ankündigung machen sie wahr, indem sie das Beweisvideo in die großen Fernsehstationen einspeisen.

## Kritiken
„Science-Fiction-Film mit schwachen Trickeffekten, der das psychologische Spannungspotenzial seiner Geschichte ungenutzt läßt und sich im Lauf der Handlung immer mehr in logische Brüche und Erklärungsnotstände verstrickt.“

## Fortsetzung
Nachdem der erste Teil sich besonders bei Genre-Fans großer Beliebtheit erfreute, folgte 1998 die Fortsetzung The Second Arrival – Die Wiederkehr, die bezüglich Handlung, Soundtrack und in schauspielerischer Hinsicht nicht die Qualität des Vorgängers hat und nicht annähernd dessen Popularität erreichte. Dennoch wurden innerhalb dieser zwei Jahre die Spezialeffekte deutlich verbessert. Die Hauptrolle übernahm Patrick Muldoon.